# Vitrum

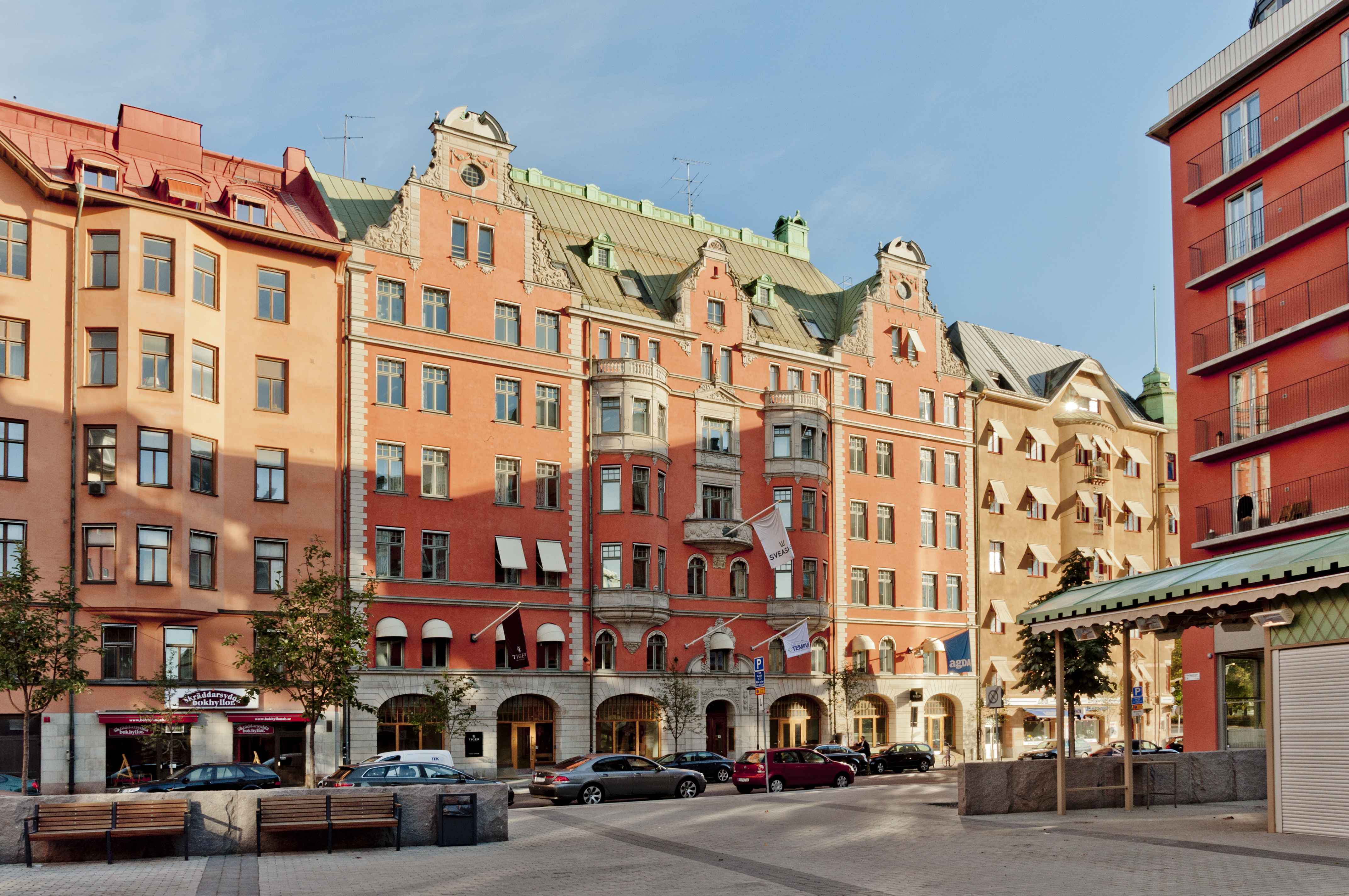
Tidigare bolagshuset vid Torsgatan 4

Vitrum kan räknas som Sveriges första läkemedelsbolag. Företaget var verksamt från 1877 tills det 1972 uppgick i Kabi. Namnet är latin för "glas".

## Historia
Vitrum grundades 1877 på Apoteket Nordstjernan på Drottninggatan i Stockholm in namnet Nordstjernans Droghandel. År 1902 arrenderade Otto Bjurling apoteket och övertog droghandeln. Han köpte en nybyggd fastighet på Torsgatan 4 och hit flyttade verksamheten 1908.
1924 ändrades namnet till Apoteksvarucentralen Vitrum som syftade på den omfattande handeln med apoteksglas. 1930 ombildades bolaget till aktiebolag under namnet Apoteksvarucentralen Vitrum Apotekareaktiebolaget. 
När Apoteksbolaget bildades 1972 ägdes Vitrum av Apotekarsocieteten och överfördes till Kabi, som då ingick i Statsföretag AB, och bildade Kabi Vitrum. 
Efter många vidare turer levde företaget Vitrums namn vidare i Biovitrum, ett svenskt bioteknik- och läkemedelsbolag som bildades 2001 genom avknoppning från Pharmacia. 2010 gick Biovitrum samman med Swedish Orphan och bildade Swedish Orphan Biovitrum, även känt som Sobi.

## Produkter genom åren
Företaget blev 1936 först i världen med att producera heparin för intravenöst bruk tack vare Erik Jorpes arbete med att påvisa heparinets struktur och dess roll i koagulationsprocessen.
1930 levererade företaget sin första produktion av insulin. 
En stor del av företagets verksamhet under många år gällde näringslösningar, så kallad parenteral nutrition.